# Rathdrum (Ierland)
Rathdrum (Iers: Ráth Droma) is een plaats in het Ierse graafschap Wicklow.
Rathdrum ligt op de kruising van de R752 (van Rathnew naar Woodenbridge) en de R755 (naar Kilmacanogue), op de westelijke oever van de Avonmore.
Vanuit Rathdrum rijden er treinen en bussen naar Dublin en Rosslare.
Rathdrum is de geboorteplaats van Charles Stewart Parnell, een van de grootste politieke leiders uit de recente Ierse geschiedenis. Hij woonde in Avondale House, waar nu een tentoonstelling is over het leven van Parnell. In het dorp is het Parnell National Memorial Park.

## Geboren in Rathdrum
- Charles Stewart Parnell (1846-1891), politicus